# Titan Quest: Immortal Throne
Titan Quest: Immortal Throne is het eerste uitbreidingspakket voor het spel Titan Quest. Het werd ontwikkeld door Iron Lore Entertainment en werd uitgegeven door THQ in 2007. Het spel was Iron Lore's laatste project voor de studio sloot in 2008. Het verhaal volgt onmiddellijk waar Titan Quest stopte, de speler wordt naar de onderwereld gestuurd om daar een reeks nieuwe aanvallen door monsters te onderzoeken. De gameplay is identiek aan die van het basisspel. Voor Immortal Throne werden er verbeteringen gemaakt aan de inventaris en multiplayer, ook werd er een nieuwe mastery toegevoegd.
De ontwikkeling van het spel begon in juli van 2006 nadat Titan Quest voltooid was. Het spel werd aangekondigd in november van 2006 en werd positief ontvangen.

## Gameplay
Net zoals zijn voorganger Titan Quest is Immortal Throne een actierollenspel waarin het door de speler gemaakte personage door het oude Griekenland moet navigeren. De speler begint door locaties zoals Rodos en Epirus te verkennen voor hij naar de onderwereld afdaalt en daar mythologische locaties zoals de Styx en Elysium kan verkennen. Naast de verhaalmissies zijn er ook weer zijmissies die de speler kan voltooien om ervaringspunten (experience points), geld en andere beloningen te krijgen.
Immortal Throne verandert en voegt verscheidene elementen toe aan het spel. De grootste toevoeging is een nieuwe mastery genaamd droom. Naast de nieuwe missies zijn er ook nieuwe wapens en uitrustingen beschikbaar. De speler kan nu artefacten maken en deze bij zich dragen, die de eigenschappen van de speler verbeteren. De uitbreiding voegt ook meer winkels toe en een nieuw banksysteem waardoor er spullen van een account naar een andere kunnen overgezet worden.

## Verhaal
Immortal Throne gaat verder onmiddellijk waar Titan Quest stopte. Nadat dat speler de titaan Typhon heeft verslagen wordt hij getransporteerd naar Rodos, waar er nieuwe monsters zijn verschenen uit de onderwereld. Volgens Tiresias komt dit door de acties van de speler in het voorgaande spel. Om te ontdekken waarom deze aanvallen zijn begonnen, moet de speler de tovenares Medea zoeken, zij stuurt de speler op weg naar de onderwereld. Eens aangekomen in de onderwereld, blijkt dat de doden vast zitten in Limbo omdat de heersers van de onderwereld hun taken niet meer uitvoeren.
| Recensiescore       | Recensiescore |
| Recensieverzamelaar | Score         |
| ------------------- | ------------- |
| GameRankings        | 81,04%        |
| Metacritic          | 80            |
| Publicist           | Score         |
| 1UP.com             | A             |
| Eurogamer           | 7/10          |
| Game Informer       | 8/10          |
| IGN                 | 7,8/10        |

Nadat de speler Charon en Kerberos verslagen heeft gaat hij door naar Elysium. Daar hoort de speler dat Hades, de god van de onderwereld, de wereld van de levenden aan het aanvallen is omdat de goden van Olympus deze niet langer beschermen. Nadat de speler het leger van Hades opsluit in de onderwereld moet hij Hades zelf verslaan. Na de dood van Hades verschijnt Persephone voor de speler en dubt hem "Godsbane" en verklaart dat de mensen het recht hebben verdient om controle te hebben over zowel het leven als de dood.